# Chauve-souris à longues pattes
Myotis volans
Espèce
Statut de conservation UICN

 LC  : Préoccupation mineure
La  chauve-souris à longues pattes (Myotis volans) ou Vespertilion à longues pattes est une espèce de chauve-souris de la famille des vespertilionidés. On peut l'observer au Canada, au Mexique et aux États-Unis. Elle vit principalement dans des zones  boisées et trouve refuge dans des fissures et failles rocheuses ou des trous dans les troncs d'arbres. Elle peut vivre jusqu'à 21 ans.

Carte de répartition. L'étoile au nord du Canada représente une observation au-delà de la répartition habituelle.